# Artabano III
Artabano III (em parta: 𐭍𐭐𐭕𐭓; romaniz.: Ardawān), incorretamente conhecido nos estudos mais antigos como Artabano IV, foi um príncipe parta que competiu contra seu irmão Pácoro II (r. 78–110) pela coroa parta de 79/80 a 81.

## Nome
Artabano (Artabanus; Ἁρτάβανος, Artábanos) ou Artabanes (Artabanus; Ἀρταβάνης, Artabanēs) são as formas latina e grega do persa antigo Artabanu (*Arta-bānu), "a glória de Arta". Foi registrado em parta e persa média como Ardavã (em persa médio: 𐭓𐭕𐭐𐭍, Ardawān),, em acadiano como Atarbanus (Atarbanuš), em elamita como Irtabanus (Irtabanuš), em aramaico como Artebenu (‘rtbnw), em lídio como Artabana (Artabãna), em armênio como Artavã (Արտաւան, Artawān) e em persa novo como Ardavã (em persa: اردوان, Ardavan).

## Vida
Não se sabe o ano de nascimento de Artabano. Pela semelhança de sua cunhagem com a emitida pelo xainxá Artabano II (r. 12–38/41), já foi proposto que era filho dele, mas outras análises o apontam como filho de Vologases I (r. 51–78) e irmão de Vardanes II (r. 55–58), Vologases II (r. 78–80) e Pácoro II (r. 78–110). Nos últimos anos de reinado de Vologases I, Pácoro II foi nomeado cogovernante e com a morte do pai em 78, Pácoro assumiu o trono como único xainxá. Em 79/80, o governo de Pácoro foi disputado por Artabano. Sua reivindicação ao trono parece ter tido pouco apoio no Império Arsácida, com exceção da Babilônia. A ação mais notável de Artabano III foi dar refúgio a um Pseudo-Nero chamado Terêncio Máximo. Artabano III inicialmente concordou em emprestar ajuda militar a Terêncio Máximo para capturar Roma, até descobrir a verdadeira identidade do impostor. As casas da moeda de Artabano III desaparecem depois de 81, o que sugere que Pácoro II o derrotou.